# معلم معرفي
المعلم المعرفي هو نوع خاص من نظام التدريس الذكي الذي يستخدم نموذجًا معرفيًا لتقديم الملاحظات للطلاب أثناء عملهم على حل المسائل. وعادة ما تتألف الملاحظات من إبلاغ الطلاب بصورة فورية بصحة أو عدم صحة الإجراءات التي يقومون بها في واجهة المعلم؛ ومع ذلك تتمتع أنظمة المعلم المعرفي أيضًا بالقدرة على توفير تلميحات تتميز بالحساسية للسياق وتعليمات لتوجيه الطلاب نحو الخطوات التالية المعقولة.
ويُعتبر Cognitive Tutor ® أيضًا اسم معلم معرفي خاصًا يتم إنتاجه من قِبل مؤسسة كارنيجي للرياضيات. وأظهر تقرير صدر عام 2009 عن مبادرة What Works Clearing House الخاصة بمعهد علوم التربية الأمريكي أن المعلم المعرفي Cognitive Tutor ® Algebra I يتمتع بآثار إيجابية محتملة على تحقيق إنجاز في الرياضيات.

## النموذج المعرفي
يمكن أن تعود جذور أنظمة المعلم المعرفي لنظرية الإدراك ACT-R، التي قامت على أساس التأكيد على أن المهارات المعرفية تتحقق بواسطة قواعد الإنتاج. وإحدى السمات المميزة لنموذج ACT-R هي التزامه بتصنيف الذاكرة إلى نوعين: تقريرية، التي تتوافق مع الحقائق (على سبيل المثال، مفهوم العدد الصحيح) والإجرائية، التي تتوافق مع المهارات الإدراكية التي تعمل وفقًا للحقائق (على سبيل المثال، المهارات العقلية لإضافة عددين صحيحين). وفي إطار عرض النموذج، قدم جون أندرسون أدلة على أنه من خلال نمذجة المعرفة الإجرائية كقواعد إنتاج يمكننا ملاحظة تعلم الطلاب بشكل مباشر؛ وكلما زادت الفرص المتاحة للطلاب لاستخدام قاعدة إنتاج معين زادت الدقة التي يمكنهم الحصول عليها عند تطبيقها.
وبناءً على هذا الاكتشاف، تتمتع أنظمة المعلم المعرفي بنموذج قواعد إنتاج للمهارات اللازمة لحل مجموعات المسائل. وعندما يقوم الطلاب بحل المسائل في واجهة المعلم، فإن المعلم يستخدم النموذج الخاص به لغرضين. أولاً، عادة ما يُستخدم النموذج لإعطاء ملاحظات فورية للطلاب. على سبيل المثال، إذا قام أحد الطلاب بخطوة للوصول إلى الحل غير مسموح بها من قِبل نموذج المعلم، فعندئذٍ قد يعطي النموذج ملاحظات للطالب ليبلغه أن الإجراء غير صحيح. ويتمثل الاستخدام الثاني للنموذج في تقييم قدرة الطالب. ويتم إجراء هذا التقييم من خلال رصد كل خطوة يقوم بها الطالب وتطبيق تقنية تُسمى تتبع النموذج لتحديد المهارات الإجرائية التي يستخدمها الطلاب لإنتاج كل خطوة. وما إن يتم تحديد هذه المهارات، يمكن استخدام نهج يُدعى تتبع المعرفة لتقييم القدرة الكامنة لكل طالب في كل مهارة؛ ويستند هذا التقييم إلى كم الفرص المتاحة للطالب لاستخدام المهارة وكم مرة يستخدمه بشكل صحيح في هذه الحالات. وبمجرد أن يصبح لدى المعلم المعرفي نموذج من قدرة كل طالب، يمكنه استخدام هذا النموذج لتحديد اللحظات الفاعلة تربويًا لإعطاء الطلاب ملاحظات أو تلميحات أو تعليمات إضافية.

## وصلات خارجية
- Pittsburgh Advanced Cognitive Tutor Center, of جامعة كارنيغي ميلون, which researches cognitive tutors
- Product page for Cognitive Tutor at Carnegie Learning
- Evaluation of Cognitive Tutor Algebra I Program in Miami-Dade County Public Schools
- Overview of evaluations of Cognitive Tutor